# 松本裕樹
松本 裕樹（まつもと ゆうき、1996年4月14日 - ）は、神奈川県横浜市瀬谷区出身のプロ野球選手（投手）。右投左打。福岡ソフトバンクホークス所属。
妻はSDN48の元メンバーで歌手・タレントの甲斐田樹里。

## 経歴

### プロ入り前
南瀬谷小学校1年生の時に軟式の「南瀬谷ライオンズ」で野球を始め、南瀬谷中学校時代は「瀬谷ボーイズ」に所属していた。
岩手県盛岡市の盛岡大学附属高校に進学。同校では1年生の春にベンチ入りした。第94回全国高等学校野球選手権大会では背番号11でベンチ入りしたが、出場機会は無かった。2年生時の第85回記念選抜高等学校野球大会の2回戦（初戦）において「6番・投手」で先発出場し、8回2/3を投げ9奪三振3失点の成績で、3回戦では「4番・右翼手」で先発し、5回の途中で救援登板すると4回2/3を投げ無失点の成績だった。打撃成績は2試合計6打数3安打で打率.500だった。秋に背番号1となった。3年生時の第96回全国高等学校野球選手権大会・岩手大会では5試合で計42回を投げたが、その疲労で右肘が炎症を起こしたため決勝戦で勝利した後は治療に専念した。全国大会の2回戦（初戦）・対東海大相模戦には「4番・投手」で先発出場し、9回を投げ7奪三振3失点（自責点2）で完投勝利を挙げたが、同じく「4番・投手」で先発出場した3回戦・対敦賀気比戦では2回2/3を投げ9失点（自責点5）の成績で、チームも敗れた。打撃成績は2試合計8打数1安打で打率.125だった。高校通算54本塁打。
2014年10月23日に行われたプロ野球ドラフト会議で福岡ソフトバンクホークスに1位指名を受け、契約金8000万円、年俸800万円（金額は推定）で合意し、入団した。背番号は斉藤和巳がかつて使用していた66。一時阪神とロッテの1位候補にも名前が挙がったが、ドラフト会議ではソフトバンクの単独指名となった。高校時代には「二刀流」とも評されたが、プロでは投手1本で勝負することを決意した。担当スカウトは作山和英。

### ソフトバンク時代
2015年、高校時代に痛めた右肘の影響で春季キャンプはノースロー調整からスタートしたものの、実戦に移る前に痛みが再発→ノースロー調整→実戦に移る前に痛みが再発と右肘の状態は一進一退を繰り返した。医師からは「次に失敗したら手術をした方がいい」と告げられたが、3度目のノースロー調整以降はようやく軌道に乗り、10月25日のフェニックスリーグで実戦デビューを果たし、1イニングを8球で三者凡退に抑えた。ただ、ストレートの最速は139km/hにとどまった。また、ルーキーイヤーでの実戦登板はこの1試合のみであり、二軍でも公式戦での登板は無かった。
2016年は春先から三軍戦や春季教育リーグに登板し、6月26日の二軍戦で公式戦デビュー。7月1日にはフレッシュオールスターゲームのウエスタン・リーグ選抜に選出されたことが発表され、同14日の試合では5回表に5番手で登板し、1回3失点だった。ウエスタン・リーグ全日程終了後の9月30日に出場選手登録となり、同日の東北楽天ゴールデンイーグルス戦でプロ初登板。先頭打者の三好匠に本塁打を打たれ、1回1安打1奪三振1失点、ストレートの最速は141km/hであった。翌10月1日に出場選手登録を抹消され、この年の一軍登板は前述の1試合のみであった。二軍では9試合の登板で5勝1敗・防御率3.06という成績を残し、オフに現状維持となる推定年俸800万円で契約を更改した。
2017年は春季キャンプをA組でスタートし、オープン戦初登板となった3月14日の読売ジャイアンツ戦では、3回3安打無四球4奪三振1失点と好投。ただ、工藤公康監督が「使ってはいきたいけど、投げられるチャンスがあるかどうか。WBCの関係もあるので」と話したように、WBCに参加していたバンデンハーク・千賀・武田の3投手が開幕ローテーション入りしたこともあり、開幕は二軍で迎えた。5月4日の二軍戦で無四死球完封勝利を挙げるなど、ウエスタン・リーグでは6試合の登板で防御率2.43と結果を残し、同9日に出場選手登録。5月14日の楽天戦でシーズン初登板となり、同27日の北海道日本ハムファイターズ戦ではプロ初先発。4回1/3を6失点で降板となったが、続く6月3日の横浜DeNAベイスターズ戦では5回2/3を投げ、5安打無四球4奪三振3失点という内容でプロ初勝利を挙げた。その後は先発ローテーションの一角を担ったものの、7月31日の日本ハム戦に先発して以降は先発機会が無くなったことで中継ぎに回った。8月14日の日本ハム戦で先発機会を得たが、4回3失点と結果を残せず、その後は1試合にリリーフ登板したのみで同27日に出場選手登録を抹消され、レギュラーシーズン最終戦で一軍へ再昇格するも、登板機会は無かった。この年は一軍で10試合に先発登板し、6イニングを投げきったのは1試合のみと体力面に課題は残したものの、15試合（10先発）の登板で2勝4敗・防御率4.78を記録。秋季キャンプは腰の張りのため不参加、リハビリに努めることとなり、契約更改では400万円増となる推定年俸1200万円でサインした。
2018年、春季キャンプを腰痛で離脱し、この年初の実戦登板は5月5日の二軍戦。その後は二軍で結果を残し、8月4日のオリックス・バファローズ戦でシーズン初登板初先発となり、勝敗こそ付かなかったものの、7回3安打無四球1失点と好投した。続く同12日の日本ハム戦では6回途中3失点ながら、打線の大量援護に恵まれ、シーズン初勝利。登板機会が無いため、8月13日に出場選手登録を抹消され、中16日で同29日の千葉ロッテマリーンズ戦に先発。5回無失点に抑えるも、制球に苦しむ投球内容であり、続く9月5日のロッテ戦では自身初のZOZOマリンスタジアムでの登板となったが、強風に苦しめられ、3回4失点で敗戦投手。翌6日に出場選手登録を抹消されて以降は、いわゆる「投げ抹消」という形で2試合に先発した。この年は6試合の先発登板で1勝2敗・防御率3.45という成績であり、オフに現状維持となる推定年俸1200万円で契約を更改した。
2019年、鴻江スポーツアカデミーが主催する自主トレに参加し、松本の身体の動きに合うという、腰の横回転を意識した投球フォームの改造に着手。春季キャンプをB組でスタートすると、そのまま開幕を二軍で迎え、4月9日にはインフルエンザB型に感染。春先から出遅れることとなったが、6月8日終了時点で二軍戦には11試合に登板し、ウエスタン・リーグトップとなる防御率1.72と結果を残し、翌9日の広島東洋カープ戦でシーズン初登板初先発。3回1/3を3失点で敗戦投手となったが、続く同18日の東京ヤクルトスワローズ戦では6回3失点（自責点2）、打席では二塁打に加えてスクイズを決めるなど、投打にわたる活躍でシーズン初勝利を挙げた。登板機会が無く、翌19日に出場選手登録を抹消され、中11日で先発した6月30日の日本ハム戦では5回3失点（自責点2）で勝敗付かず。続く7月7日のオリックス戦でも勝敗は付かなかったものの、自己最長の7回2/3を3安打2四球7奪三振2失点と好投した。同9日に出場選手登録を抹消され、中16日で7月24日のロッテ戦に先発するも、初回に満塁本塁打を打たれるなど、5回途中4失点で降板し、同29日にはコンディション不良のため登録抹消。その後は一軍で2試合に先発したが、8月19日の埼玉西武ライオンズ戦では、3イニングを投げ終えたところで腰痛により緊急降板。翌20日に出場選手登録を抹消されて以降の一軍登板は無く、この年は7試合の先発登板で1勝1敗・防御率4.01という成績であった。オフに現状維持となる推定年俸1200万円で契約を更改した。
2020年も春季キャンプをB組でスタートしたが、実戦で結果を残し、開幕ローテーション6枠目を争った。ただ、新型コロナウイルスの影響で開幕延期となり、最終的には開幕ローテーション入りを逃し、6月19日の開幕を中継ぎとして一軍で迎えた。翌20日のロッテ戦、同点の7回表一死二塁という場面でシーズン初登板となり、このピンチは無失点で切り抜けたものの、イニングを跨いだ8回表に勝ち越しを許し、敗戦投手となった。続く6月23日の西武戦でも失点を喫し、同25日に出場選手登録を抹消された。8月21日に一軍昇格すると、同29日の日本ハム戦ではプロ初ホールドを記録するなど、レギュラーシーズン終了まで中継ぎとして一軍に帯同し、この年は25試合全てにリリーフ登板し、0勝1敗6ホールド・防御率3.49を記録。リーグ優勝に貢献した。ポストシーズンでも、ロッテとのCSファイナルステージ、巨人との日本シリーズに中継ぎとして登板。日本シリーズ第4戦では2回2/3を無失点と好投して勝利投手となり、チームの日本シリーズ4連覇に貢献した。オフに800万円増となる推定年俸2000万円で契約を更改した。ただ、「投げられないほどじゃなかったけど、私生活でも長時間立ちっぱなしの後は腰がしんどかったりしびれも出たりしていた」とこの年も腰痛に悩まされており、12月16日に第4/5腰椎椎間板ヘルニア経皮的全脊椎内視鏡下手術を受け、復帰までに3か月を要する見込みであることが球団から発表された。
2021年、春季キャンプB組でのシート打撃ではストレートの球速が140km/h前後にとどまり、オープン戦を迎えても「フォームのバランスやタイミングが合っていなかった」と調子が上がらず、開幕を二軍で迎えたものの、ウエスタン・リーグでは5試合の登板で防御率1.59を記録。4月6日の二軍戦では最速151km/hを計測するなど、調子を上げ、4月8日に出場選手登録。同日の日本ハム戦で中継ぎとしてシーズン初登板を迎えると、千賀滉大の離脱を受けて、ブルペンデーの1番手として4月11日の楽天戦で2年ぶりの一軍先発登板となり、4回無失点と好投した。その後は一軍での先発機会を得たものの、結果を残せず、5月19日の西武戦での先発登板を最後にリリーフへ回った。配置転換後は結果を残し、ロングリリーフもできることから、特に先発が早い回に降板した際の試合中盤で重宝され、4月の昇格以降はシーズン終了まで一軍に帯同し、この年は33試合（7先発）の登板で3勝3敗4ホールド・防御率3.79を記録。オフに800万円増となる推定年俸2800万円で契約を更改した。
2022年は「中継ぎに転向したつもりはない」と先発一本で勝負することを明言し、春季キャンプをA組でスタートすると、開幕ローテーション5枠目を勝ち取ったが、開幕直前の3月22日にプライベートで受けた腰の鍼治療中に鍼が折れたため、患部を切開し、体内に埋没した鍼を除去したことが翌23日に球団から発表された。抜糸は1週間後の予定であり、リハビリ組に合流となり、そのまま開幕を二軍で迎えた。4月5日の二軍戦で実戦復帰を果たし、同20日に中継ぎとして一軍昇格。シーズン前半は前年と同じような起用法であり、特に他の投手にアクシデントがあった際の緊急登板で印象的な活躍を見せた。7月8日の日本ハム戦でも1球で負傷降板となったセットアッパーの又吉克樹の後を受け、無失点で切り抜ける好救援。又吉以外にもリリーフ陣にアクシデントが相次いだことから、シーズン後半は、試合中盤の火消しから試合終盤のセットアッパーまで、“ジョーカー”として様々な場面で起用されるようになった。その後は胃腸炎で離脱した時期があったものの、復帰後は7回のセットアッパーとして起用され、チームが優勝を争うシーズン最終盤でもその役割を全うし、この年は44試合の登板で5勝1敗15ホールド・防御率2.66を記録。いずれも自己最高の成績を残したものの、オフの契約更改では「（希望額には）全然いってないです。『そう思ってます』と書いてください。もう上がらないと思ったので」と希望額には大きく届かない、1200万円増となる推定年俸4000万円でサインした。
2023年は3年ぶりに開幕を一軍で迎え、リフレッシュや体調不良で一軍を離れた期間がありながらも、ブルペンの一角を担った。8回のセットアッパーを務めていたモイネロが左肘関節炎で7月8日に出場選手登録を抹消されると、中継ぎが崩れる試合が増え、チームは12連敗を喫した。さらにはモイネロが左肘の手術を受け、レギュラーシーズン中の復帰が絶望的になると、松本自身が調子を上げていたこともあり、8回のセットアッパーとして起用されるようになった。ポストシーズンでも8回のセットアッパーを務めるなど、シーズン終了までその役割を全うし、レギュラーシーズンでは53試合の登板で2勝2敗・防御率2.68、チームトップの25ホールドを記録。オフに3000万円増となる推定年俸7000万円で契約を更改した。
2024年は2年連続で開幕を一軍で迎え、開幕から8回のセットアッパーを務め、開幕から12試合連続無失点＆ホールドを記録。5月終了時点で23試合に登板して1勝0敗・防御率2.05、リーグトップの18ホールドを記録すると、6月4日の中日ドラゴンズ戦は守護神オスナが休養でベンチを外れており、松本が1点リードの9回裏に登板し、三者凡退に抑えてプロ初セーブを挙げた。オスナが下半身のコンディション不良で7月5日に出場選手登録を抹消されると、松本はクローザーへ配置転換。同8日には監督推薦でオールスターに初選出され、球宴第2戦に6番手として登板し、1回1安打2奪三振無失点に抑えた。レギュラーシーズン後半戦でもクローザーを務めていたが、9月4日の日本ハム戦で3点リードの9回表から登板し、先頭打者に四球を与えた場面で緊急降板。1か月以上前から右肩に違和感があり、1週間ほど前から痛みが増し、倉野信次投手コーチも「1か月だましだましと言ったけど、痛みをごまかして投げていたわけではない。疲労による張りが取れるのが遅くなっていたので（登板）間隔を空けながらやっていた」「ベンチに入っていても実は投げない日もあった」と明かし、翌5日に出場選手登録を抹消された。その後は、リハビリ組での調整でシーズンを終えることとなり、この年はチーム最多タイとなる50試合の登板で2勝2敗23ホールド14セーブ・防御率2.89を記録し、チームのリーグ優勝に貢献。オフに4000万円増となる推定年俸1億1000万円で契約を更改した。

## 選手としての特徴
| 球種         | 配分 % | 平均球速 km/h |
| ------------ | ------ | ------------- |
| ストレート   | 55.9   | 151.2         |
| スライダー   | 21.5   | 131.1         |
| フォーク     | 17.3   | 142.6         |
| カーブ       | 03.0   | 122.6         |
| カットボール | 02.2   | 142.4         |

高校時代は、投手としては最速150km/hのストレートにスライダー・カットボール・カーブ・フォーク・チェンジアップ・ツーシームと多彩な変化球を織り交ぜ、打者としては高校通算54本塁打と投打に非凡な才能を見せていた。
プロ入り後は本人が「結局は真っすぐがそれなりで、変化球が投げられているだけ。本当に直球が良ければ、そんなに球種はいらない」と話したように、リリーフとして一軍に定着した2022年シーズン以降はストレート・スライダー・フォークの3球種を中心に打者と勝負している。投球フォームは腰の横回転を意識したスリークォーター、ストレートの最速は159km/h。

## 人物
愛称は「まっちゃん」。
2021年1月16日にタレントで元SDN48の甲斐田樹里と結婚したことが明らかになった。

## 詳細情報

### 年度別投手成績
| 年 度     | 球 団        | 登 板 | 先 発 | 完 投 | 完 封 | 無 四 球 | 勝 利 | 敗 戦 | セ 丨 ブ | ホ 丨 ル ド | 勝 率 | 打 者 | 投 球 回 | 被 安 打 | 被 本 塁 打 | 与 四 球 | 敬 遠 | 与 死 球 | 奪 三 振 | 暴 投 | ボ 丨 ク | 失 点 | 自 責 点 | 防 御 率 | W H I P |
| --------- | ------------ | ----- | ----- | ----- | ----- | -------- | ----- | ----- | -------- | ----------- | ----- | ----- | -------- | -------- | ----------- | -------- | ----- | -------- | -------- | ----- | -------- | ----- | -------- | -------- | ------- |
| 2016      | ソフトバンク | 1     | 0     | 0     | 0     | 0        | 0     | 0     | 0        | 0           | ----  | 4     | 1.0      | 1        | 1           | 0        | 0     | 0        | 1        | 0     | 0        | 1     | 1        | 9.00     | 1.00    |
| 2017      | ソフトバンク | 15    | 10    | 0     | 0     | 0        | 2     | 4     | 0        | 0           | .333  | 263   | 58.1     | 61       | 5           | 29       | 0     | 2        | 43       | 1     | 0        | 31    | 31       | 4.78     | 1.54    |
| 2018      | ソフトバンク | 6     | 6     | 0     | 0     | 0        | 1     | 2     | 0        | 0           | .333  | 124   | 28.2     | 25       | 5           | 14       | 0     | 1        | 20       | 0     | 1        | 11    | 11       | 3.45     | 1.36    |
| 2019      | ソフトバンク | 7     | 7     | 0     | 0     | 0        | 1     | 1     | 0        | 0           | .500  | 146   | 33.2     | 35       | 2           | 11       | 0     | 0        | 32       | 1     | 0        | 18    | 15       | 4.01     | 1.37    |
| 2020      | ソフトバンク | 25    | 0     | 0     | 0     | 0        | 0     | 1     | 0        | 6           | .000  | 120   | 28.1     | 20       | 4           | 19       | 0     | 0        | 27       | 2     | 0        | 11    | 11       | 3.49     | 1.38    |
| 2021      | ソフトバンク | 33    | 7     | 0     | 0     | 0        | 3     | 3     | 0        | 4           | .500  | 306   | 73.2     | 64       | 9           | 28       | 1     | 2        | 59       | 0     | 0        | 33    | 31       | 3.79     | 1.25    |
| 2022      | ソフトバンク | 44    | 0     | 0     | 0     | 0        | 5     | 1     | 0        | 15          | .833  | 206   | 50.2     | 40       | 6           | 14       | 1     | 1        | 60       | 1     | 0        | 15    | 15       | 2.66     | 1.07    |
| 2023      | ソフトバンク | 53    | 0     | 0     | 0     | 0        | 2     | 2     | 0        | 25          | .500  | 189   | 47.0     | 32       | 5           | 17       | 1     | 0        | 60       | 1     | 0        | 16    | 14       | 2.68     | 1.04    |
| 2024      | ソフトバンク | 50    | 0     | 0     | 0     | 0        | 2     | 2     | 14       | 23          | .500  | 198   | 46.2     | 37       | 3           | 17       | 3     | 4        | 47       | 0     | 0        | 17    | 15       | 2.89     | 1.16    |
| 通算：9年 | 通算：9年    | 234   | 30    | 0     | 0     | 0        | 16    | 16    | 14       | 73          | .500  | 1556  | 368.0    | 315      | 40          | 149      | 6     | 10       | 349      | 6     | 1        | 153   | 144      | 3.52     | 1.26    |

- 2024年度シーズン終了時

### 年度別守備成績
| 年 度 | 球 団        | 投手  | 投手  | 投手  | 投手  | 投手  | 投手     |
| 年 度 | 球 団        | 試 合 | 刺 殺 | 補 殺 | 失 策 | 併 殺 | 守 備 率 |
| ----- | ------------ | ----- | ----- | ----- | ----- | ----- | -------- |
| 2016  | ソフトバンク | 1     | 0     | 0     | 0     | 0     | ----     |
| 2017  | ソフトバンク | 15    | 4     | 12    | 1     | 0     | .941     |
| 2018  | ソフトバンク | 6     | 1     | 6     | 0     | 0     | 1.000    |
| 2019  | ソフトバンク | 7     | 1     | 6     | 2     | 0     | .778     |
| 2020  | ソフトバンク | 25    | 4     | 5     | 0     | 0     | 1.000    |
| 2021  | ソフトバンク | 33    | 7     | 10    | 1     | 1     | .944     |
| 2022  | ソフトバンク | 44    | 6     | 7     | 0     | 0     | 1.000    |
| 2023  | ソフトバンク | 53    | 1     | 6     | 1     | 1     | .875     |
| 2024  | ソフトバンク | 50    | 4     | 8     | 0     | 1     | 1.000    |
| 通算  | 通算         | 234   | 28    | 60    | 5     | 3     | .946     |

- 2024年度シーズン終了時

### 記録

#### 初記録
投手記録
- 初登板：2016年9月30日、対東北楽天ゴールデンイーグルス25回戦（福岡 ヤフオク!ドーム）、7回表に2番手で救援登板、1回1失点[14]
- 初奪三振：同上、7回表に島内宏明から見逃し三振
- 初先発登板：2017年5月27日、対北海道日本ハムファイターズ8回戦（札幌ドーム）、4回1/3を6失点で勝敗つかず[36]
- 初勝利・初先発勝利：2017年6月3日、対横浜DeNAベイスターズ2回戦（横浜スタジアム）、5回2/3を3失点[37]
- 初ホールド：2020年8月29日、対北海道日本ハムファイターズ14回戦（福岡PayPayドーム）、6回表に2番手で救援登板、2回無失点[97]
- 初セーブ：2024年6月4日、対中日ドラゴンズ1回戦（バンテリンドーム ナゴヤ）、9回裏に5番手で救援登板・完了、1回無失点[154]

打撃記録
- 初打席：2017年6月3日、対横浜DeNAベイスターズ2回戦（横浜スタジアム）、2回表に平良拳太郎から捕犠打
- 初安打：同上、4回表に平良拳太郎から投前内野安打
- 初打点：2019年6月18日、対東京ヤクルトスワローズ1回戦（明治神宮野球場）、4回表に原樹理から投前スクイズ

節目の記録
- 100ホールド：2025年8月9日、対北海道日本ハムファイターズ17回戦（みずほPayPayドーム福岡）、8回表に2番手で救援登板、1回無失点※史上54人目[172]

その他の記録
- オールスターゲーム出場：1回（2024年）
- 初登板で対戦した第一打者に被本塁打：2016年9月30日、対東北楽天ゴールデンイーグルス25回戦（福岡 ヤフオク!ドーム）、7回表に三好匠から左越ソロ ※史上71人目

### 背番号
- 66（2015年 - ）

### 登場曲
- 「GO」DEEP（2015年）
- 「Hard Knock Days」GENERATIONS（2016年 - 2017年）
- 「英雄」 doa（2018年）
- 「Horizon」雅-MIYAVI-（2019年）
- 「TAKARAJIMA」QoN（2020年 - 2021年 ）
- 「KOTODAMA」DIVE TO THE2ND（2022年 - 2023年）

- 「Bling-Bang-Bang-Born」Creepy Nuts（2024年）
- 「DNA.」ケンドリック・ラマー（2025年 -）